# Geißraute
Die Geißraute (Galega officinalis), auch Echte Geißraute, Bockskraut, Fleckenkraut, Geißklee, Pockenraute, Suchtkraut, Ziegenraute genannt, ist die einzige in Mitteleuropa heimische Pflanzenart der Gattung Galega und gehört zur Unterfamilie Schmetterlingsblütler (Faboideae) innerhalb der Familie der Hülsenfrüchtler (Fabaceae).

## Beschreibung

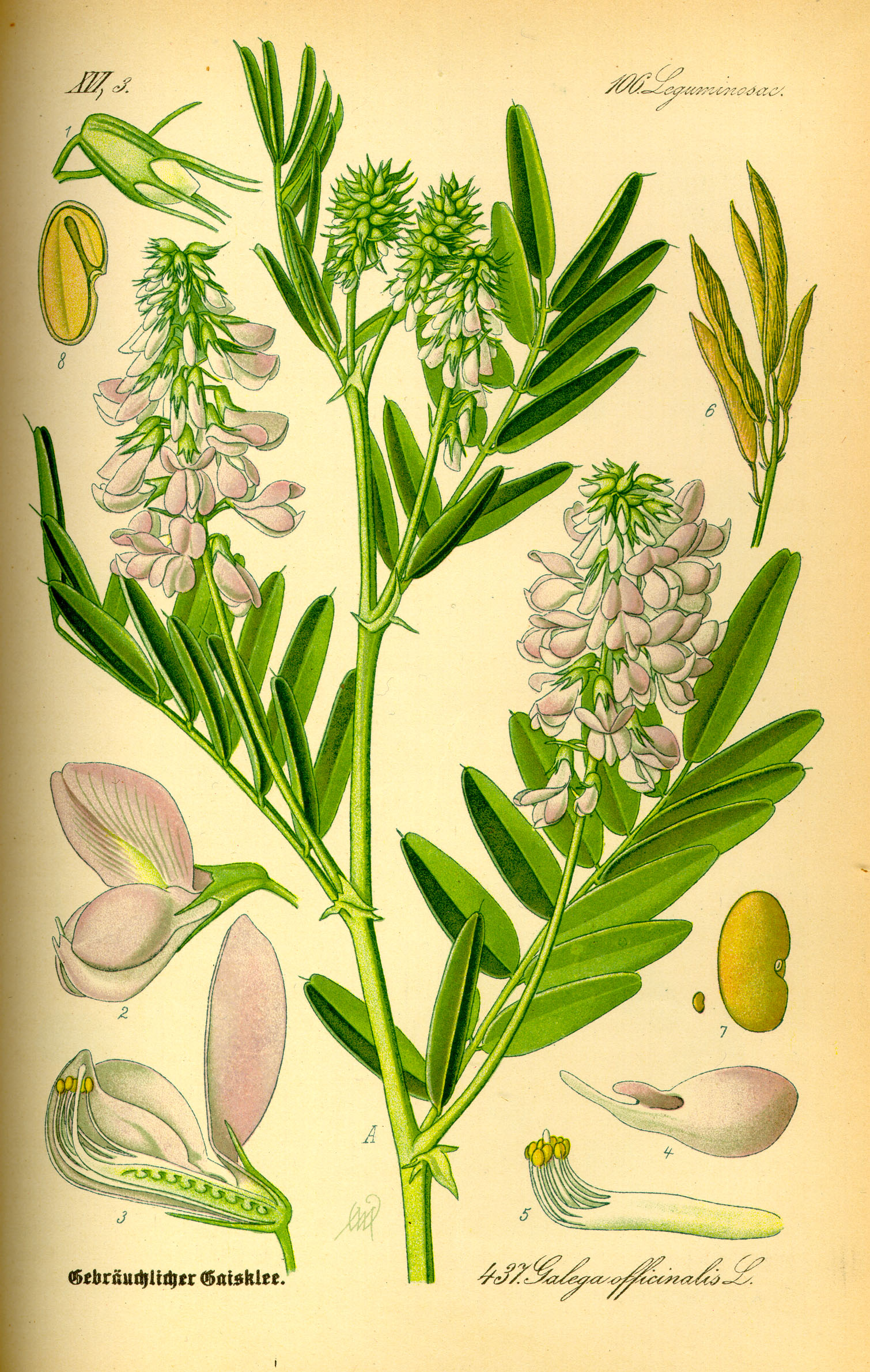
Galega officinalis – Illustration aus Thomé
Flora von Deutschland, Österreich und der Schweiz 1885

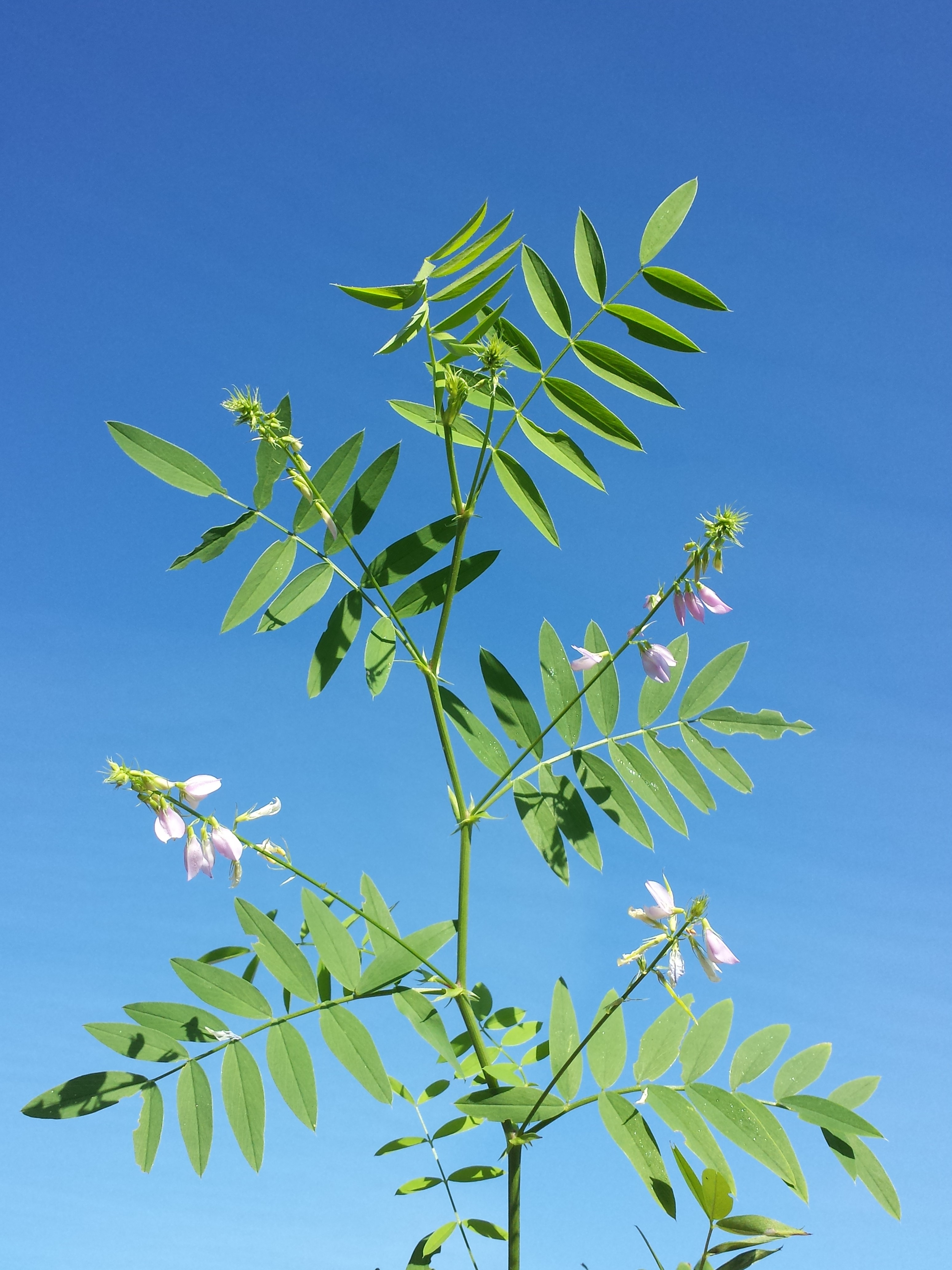
Habitus

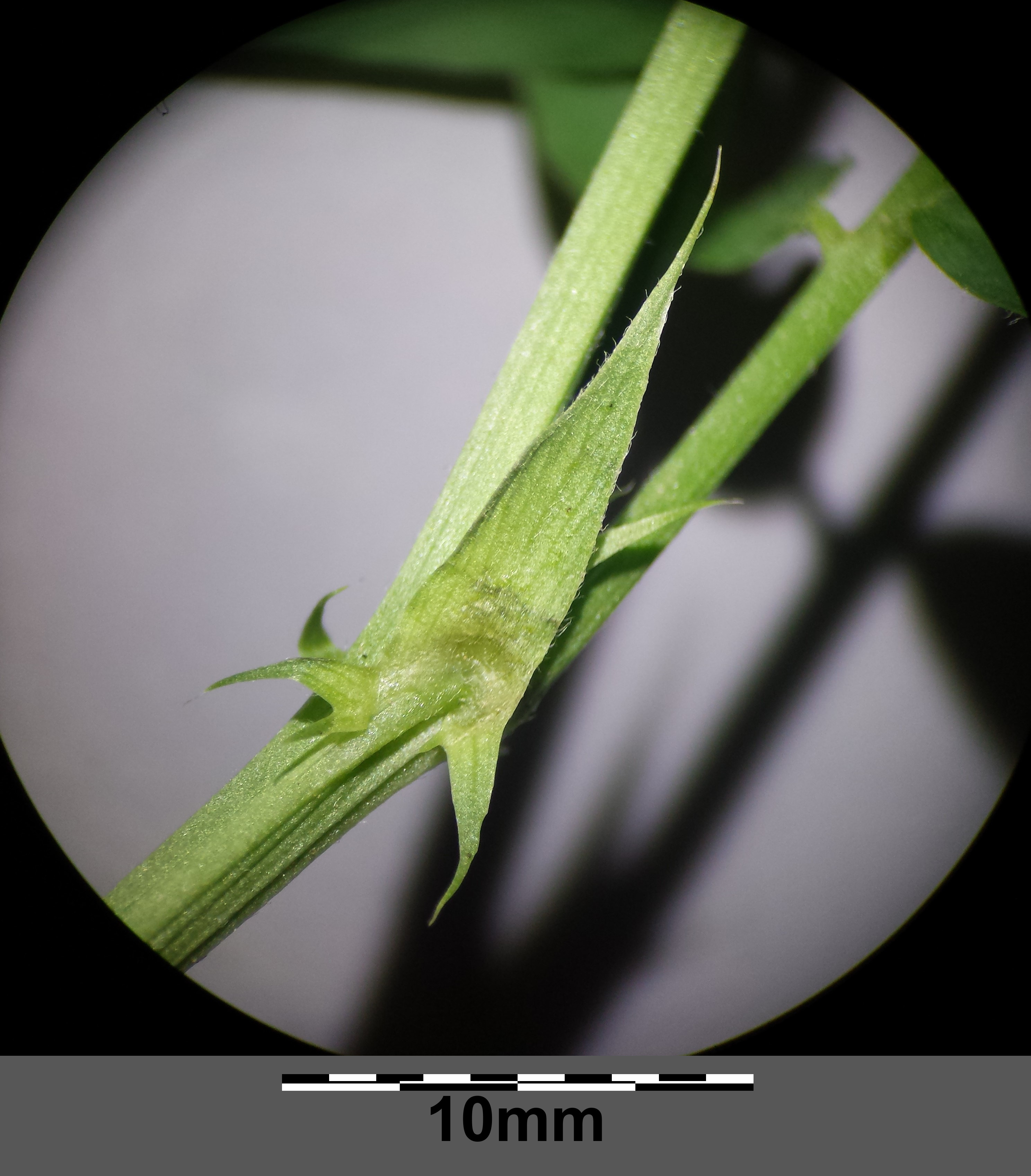
Die Nebenblätter sind pfeilförmig

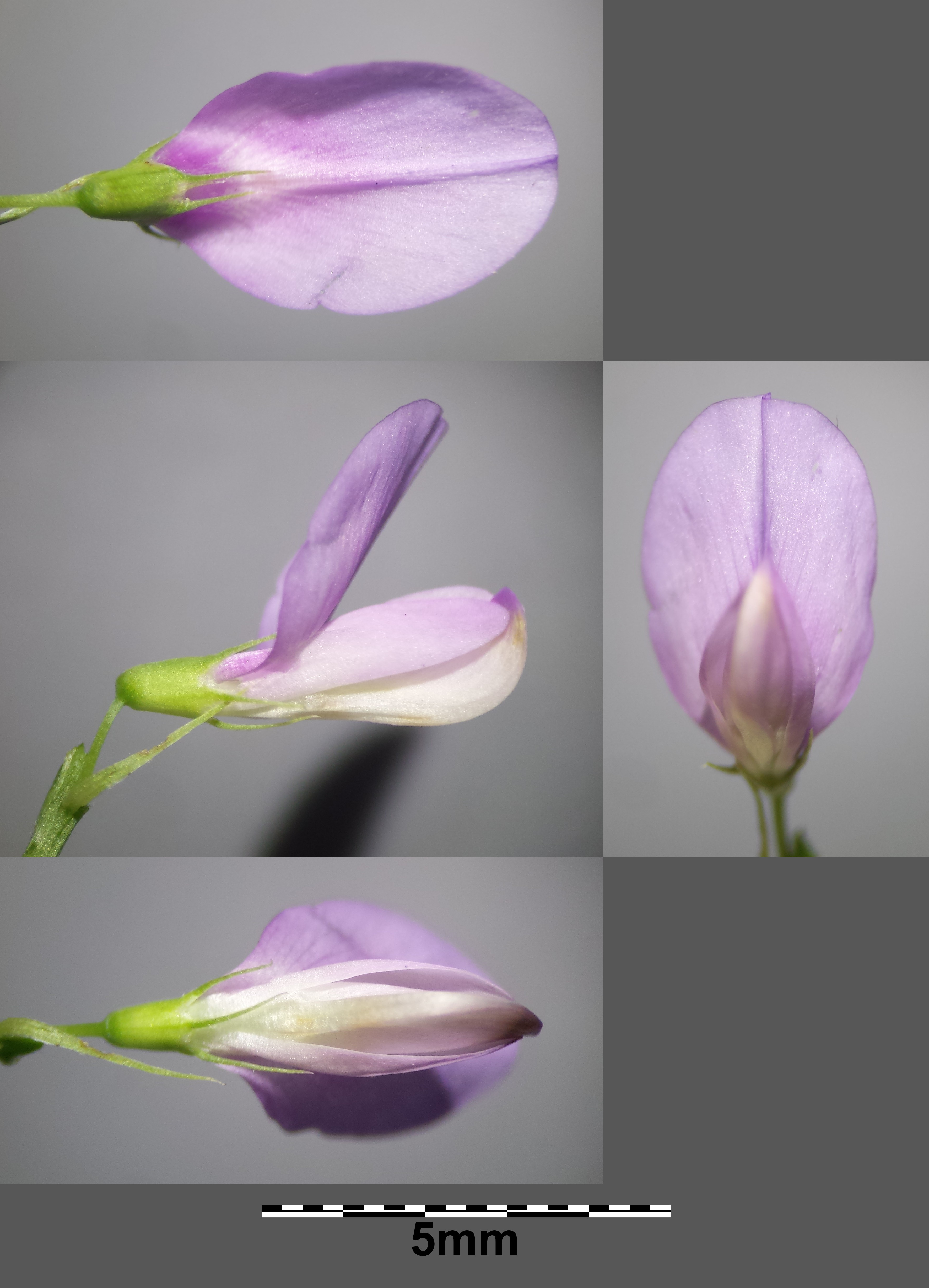
Blüte

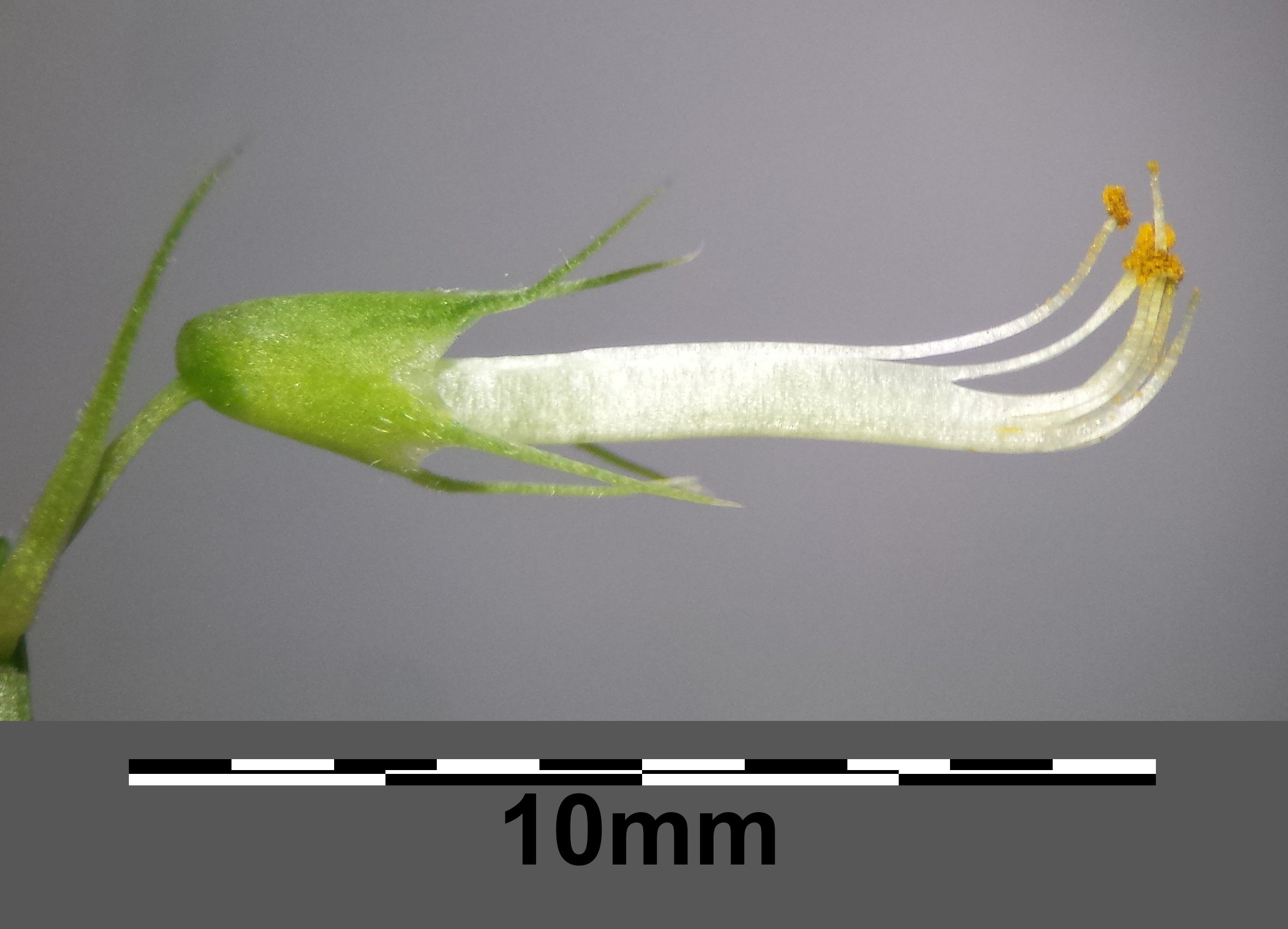
Der oberste Staubfaden ist zur Hälfte mit den übrigen zu einer Röhre verwachsen.

### Vegetative Merkmale
Die Geißraute ist eine ausdauernde, krautige Pflanze. Sie bildet rübenartige Wurzeln. Die 40 Zentimeter bis zu 1 Meter hohen Stängel sind hohl und gerieft, aufrecht und meist einfach.
Die wechselständig angeordneten Laubblätter sind in Blattstiel und -spreite gegliedert. Die unpaarig gefiederte Blattspreite besitzt 9 bis 17 Fiederblättchen. Die Fiederblättchen sind 15 bis 40 Millimeter lang, 3 bis 9 Millimeter breit und streifennervig. Nebenblätter sind vorhanden, aber klein.

### Generative Merkmale
Die Blütezeit erstreckt sich in Europa von Sommer (Juli) bis zum Herbst. Es ist ein Blütenstandsschaft vorhanden. Bis zu 50 Blüten sind dicht in einem traubigen Blütenstand angeordnet.
Die zwittrige Blüte ist bei einer Größe von 9 bis 15 Millimetern zygomorphen und fünfzählig mit doppelter Blütenhülle. Die rosaroten, ins bläuliche tendierenden oder weißen und purpurfarben geäderten Kronblätter sind in der Form der Schmetterlingsblüte angeordnet. Die Blütenkrone besteht aus zwei kleinen Flügeln, einer Fahne und einem aus zwei verwachsenen Kronblättern entstandenen Schiffchen. Die Fahne ist ebenso lang wie das Schiffchen, nur die Flügel sind kürzer. Bei den zehn Staubblättern sind neun an den Staubfäden verwachsen und eines ist frei. Das Fruchtblatt ist oberständig.
Die 2 bis 3 Zentimeter lange Hülsenfrüchte enthalten längliche, flache, braune Samen.
Die Chromosomenzahl beträgt 2n = 16.

## Ökologie und Giftigkeit
Bei der Echten Geißraute handelt es sich um einen Hemikryptophyten.
Die Echte Geißraute gilt als Bienenweide. Sie ist Nahrungsquelle für die Raupe von Coleophora vicinella aus der Familie der Miniersackträger oder Sackträgermotten (Coleophoridae).
Für Säugetiere ist sind die Pflanzenteile giftig, tödliche Vergiftungen von Weidevieh wurden beobachtet.
Alle Pflanzenteile sind giftig; während der Blütezeit und der Fruchtbildung ist der Giftgehalt am höchsten. Die Giftstoffe bleiben auch beim Trocknen erhalten. Auch laut Madaus werden Vergiftungserscheinungen an Weidetieren während der Blütezeit berichtet, andererseits gesteigerte Milcherträge festgestellt, laut Camerarius sogar vermehrtes Eierlegen bei Hühnern.

## Vorkommen
Das natürliche Verbreitungsgebiet der Geißraute ist der östliche Mittelmeerraum, südliches Mitteleuropa, Süd- und Osteuropa bis Vorderasien.
In West- und Süditalien wurde sie als Futterpflanze kultiviert. Diese Art wurde früher häufig als Heil- und Zierpflanze angebaut und ist seit dem 19. Jahrhundert gebietsweise beständig verwildert anzutreffen. In manchen Ländern gilt sie als invasive Pflanze.
Sie wächst in Gegenden mit mildem Klima auf feuchten, lehmigen Wiesen sowie an Bachufern und in Auenwäldern. Sie ist in ihrem natürlichen Verbreitungsgebiet eine Charakterart der Ordnung Convolvuletalia, kommt aber auch in Pflanzengesellschaften des Verbands Agropyro-Rumicion vor. Die ökologischen Zeigerwerte nach Landolt et al. 2010 sind in der Schweiz: Feuchtezahl F = 3+w (feucht aber mäßig wechselnd), Lichtzahl L = 3 (halbschattig), Reaktionszahl R = 4 (neutral bis basisch), Temperaturzahl T = 4+ (warm-kollin), Nährstoffzahl N = 4 (nährstoffreich), Kontinentalitätszahl K = 2 (subozeanisch).

## Taxonomie
Die Erstveröffentlichung von Galega officinalis erfolgte 1753 durch Carl von Linné in Species Plantarum, Tomus II, Seite 714. Das Artepitheton officinalis bezeichnet Pflanzenarten mit einer arzneilichen Wirkung. Synonyme für Galega officinalis L. sind: Accorombona tricolor (Hook.) Benth. ex Walp., Callotropis tricolor (Hook.) G.Don, Galega bicolor Boiss. & Hausskn. ex Regel, Galega patula Steven, Galega persica Pers., Galega vulgaris Lam., Galega coronilloides Freyn & Sint.

## Anwendung als Heilpflanze
Madaus nennt es eine ungelöste Streitfrage, ob antike Ärzte die Pflanze kannten, doch sei sie in Italien bis ins frühe Mittelalter, in Deutschland bis ins 15. Jahrhundert anscheinend unbekannt geblieben. Hieronymus Bock und Leonhart Fuchs erwähnten sie noch gar nicht, Gesner und Camerarius hingegen schon. Um 1600 sei sie schon in vielen deutschen Gärten zu Heilzwecken kultiviert worden. Sie wurde besonders als harn- und schweißtreibend, gegen Würmer, Verdauungs- und Stoffwechselstörungen, Hautkrankheiten, Epilepsie und Vergiftungen empfohlen. Späteren Untersuchungen zufolge wirke der Inhaltsstoff Galegin, ein Alkaloid und ein Guanidin-Derivat, ähnlich wie Guanidin gegen Diabetes mellitus, in geringerem Maße auch gegen Diabetes insipidus. So empfehle Janson bei leichtkranken Diabetikern einen Tee aus Geißraute, Bohnenschoten und Dolden-Winterlieb.
Neben dem Alkaloid Galegin, das in Frankreich kurz vor dem Ersten Weltkrieg identifiziert wurde und dessen blutzuckersenkende Wirkung danach Anwendung fand, enthält die Geißraute auch Guanidin, das aber zu toxisch ist, um als Heilmittel bei Diabetes verwendet zu werden. Daraus entwickelte Biguanide wie insbesondere Metformin erwiesen sich aber später als wirksame Medikamente.

Chemische Strukturformel von Galegin

Die Droge heißt Galegae herba, Herba Galegae oder Herba Rutae capriariae; verwendet werden die getrockneten, während der Blütezeit gesammelten oberirdischen Pflanzenteile.
Extrakte der Geißraute enthalten als wesentliche Inhaltsstoffe das Alkaloid Galegin und ferner das Glykosid Galuteolin, Gerbstoffe, Saponine und Bitterstoffe.
Untersuchungen belegen die milchfördernde und blutzuckersenkende Wirkung von Galega officinalis. Verwendet wird der Wirkstoff in der Homöopathie bei ungenügendem Milchfluss bei Wöchnerinnen.

## Trivialnamen
Für die Geißraute bestehen bzw. bestanden auch die weiteren deutschsprachigen Trivialnamen: Bakraute, Fleckenkraut, Heydenkraut (mittelhochdeutsch), Pestilenzkraut, Petechienkraut, Pockenraute (mittelhochdeutsch), Suchtkraut (mittelhochdeutsch) und Ziegenraute (mittelhochdeutsch). Der Name Geißraute erklärt sich als Übersetzung des italienischen Namens Ruta capraria. Als Rauten galten allgemein Pflanzen mit zerteilten Blättern, denen geheimnisvolle Kräfte zugeschrieben wurden.

## Weitere Bilder

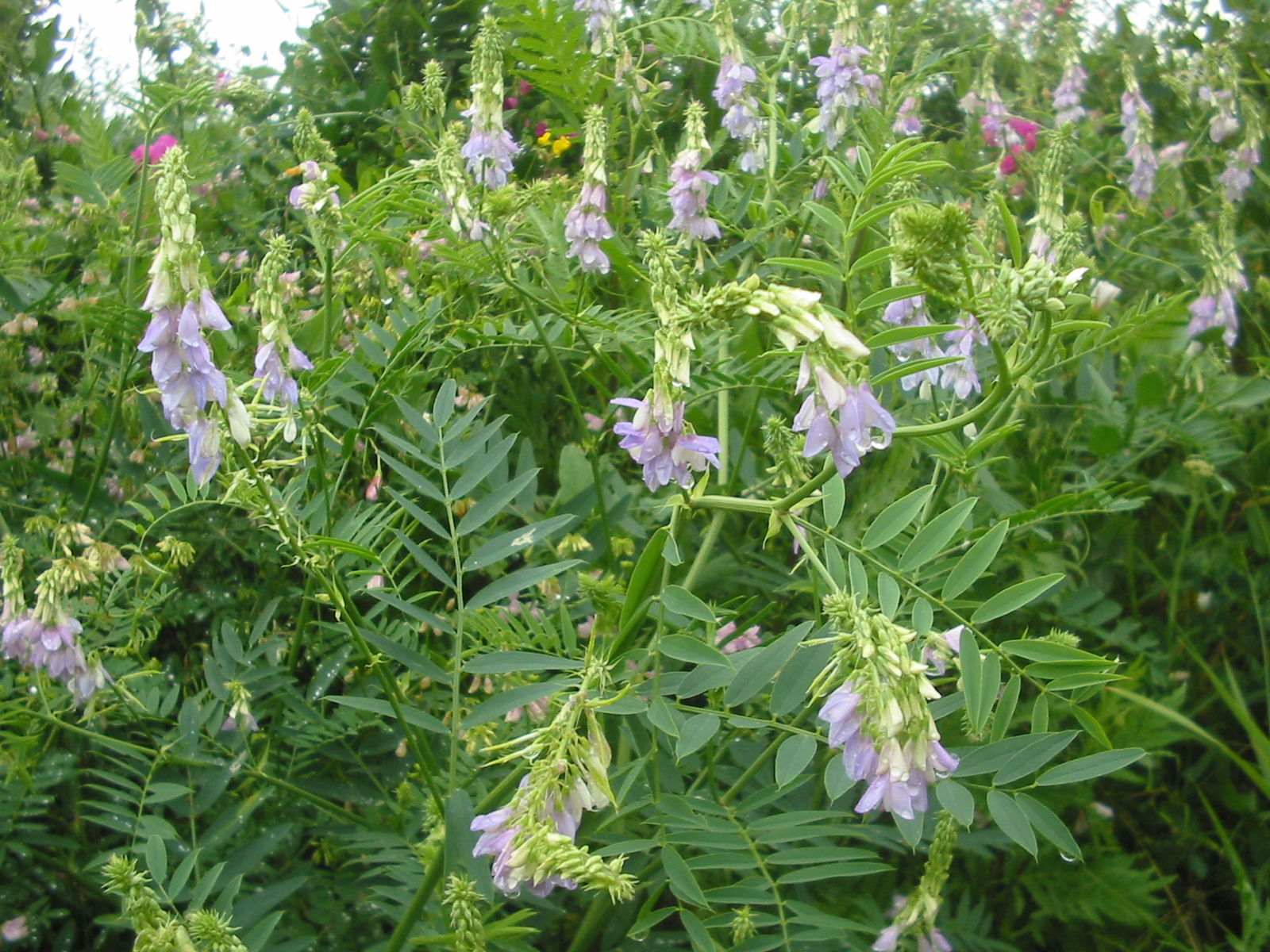
Bestand
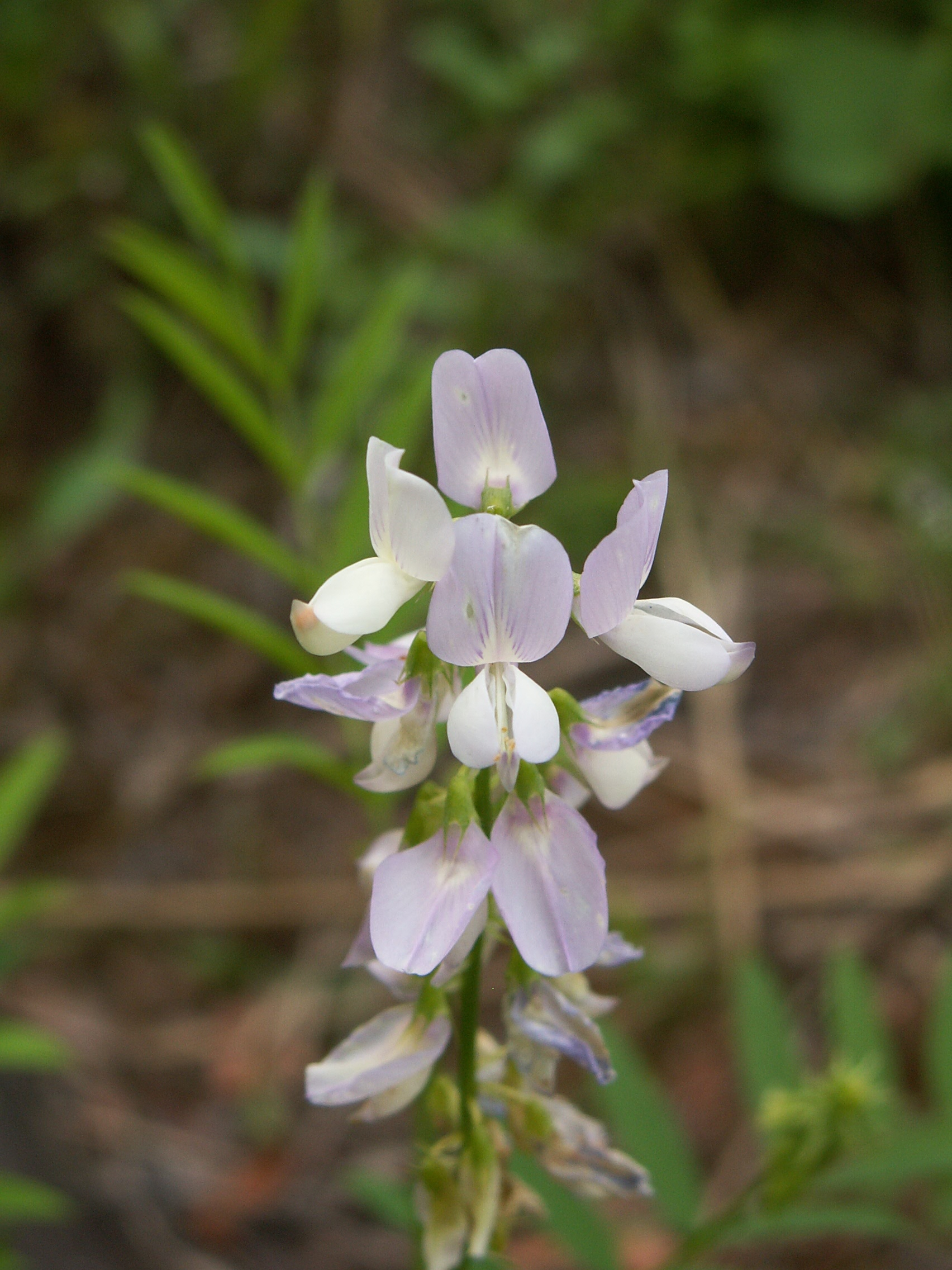
Blütenstand
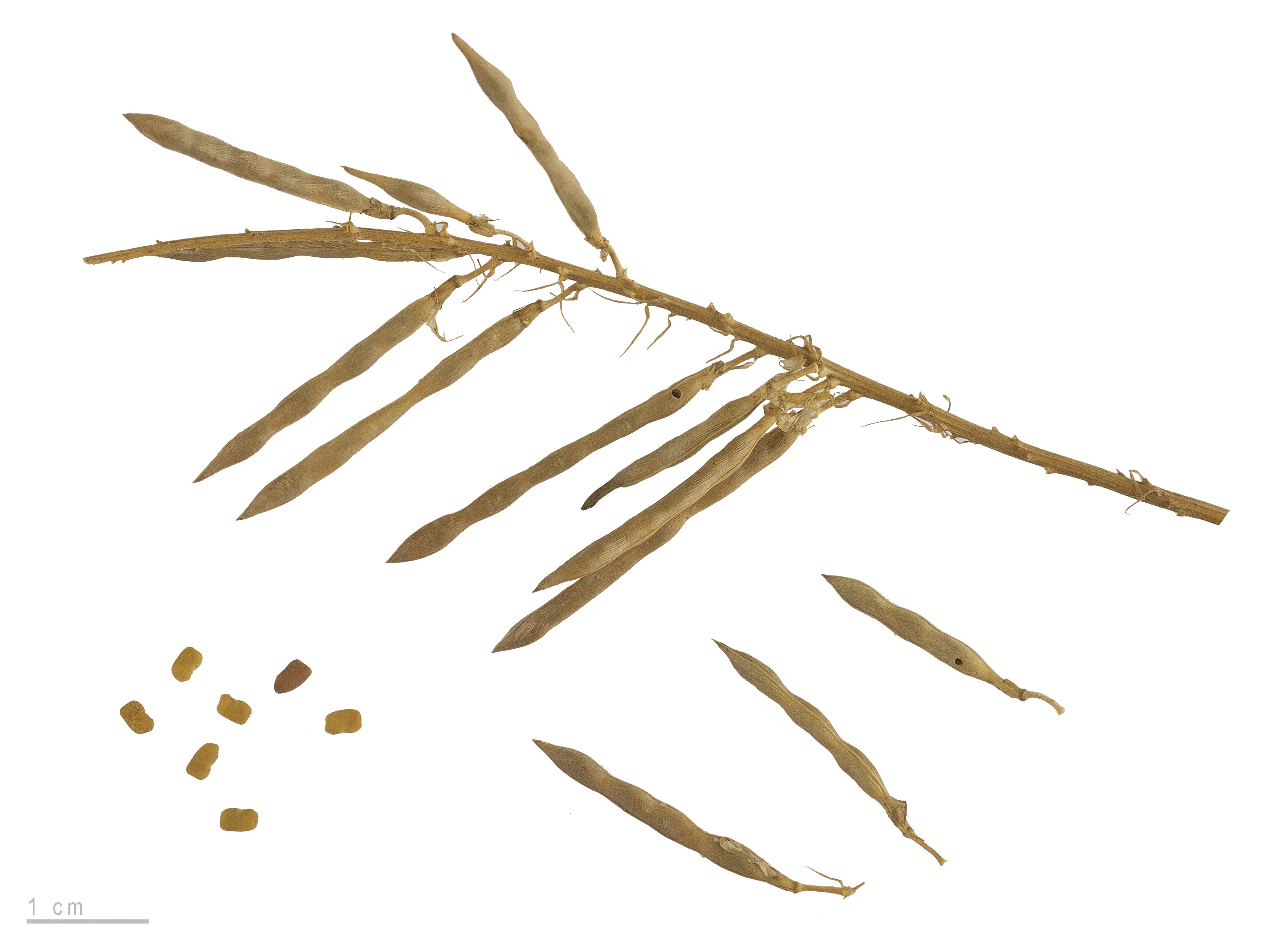
Fruchtstand, Hülsenfrüchte und Samen